# Bilașiv, Zdolbuniv
Bilașiv (în ucraineană Білашів) este o comună în raionul Zdolbuniv, regiunea Rivne, Ucraina, formată numai din satul de reședință.

## Demografie
Componența lingvistică a comunei Bilașiv
     Ucraineană (99,78%)
     Alte limbi (0,22%)
Conform recensământului din 2001, majoritatea populației comunei Bilașiv era vorbitoare de ucraineană (99,78%), existând în minoritate și vorbitori de alte limbi.